# 角川映画
角川映画（かどかわえいが）は、KADOKAWAの映像事業ブランドおよび、同社の前身企業によって、1976年より製作された一連の映画の通称・総称である。
一般的に「角川映画」という呼称は、KADOKAWAの前身、角川書店による映画を元にしたメディアミックス展開の一例としても捉えられている。メディアミックスの成功例の代表として「角川商法」と称されている。

## 概要

### 角川春樹時代
1976年、当時角川書店社長だった角川春樹は、自社が発行する書籍（主に角川文庫が中心となった）の売上向上のため、その宣伝として映画を利用することにした。当時、推理作家の横溝正史ブームを仕掛けていたため、横溝作品の映画化に関わっていた。最初は1975年にATGの『本陣殺人事件』に宣伝協力費の形で50万円を出資した。ところが次に組んだ松竹の『八つ墓村』が松竹側の都合で製作が延期され、書店で予定していた横溝正史フェアに影響したことから、角川は自ら映画製作を行うことを決意し、1976年に第1作『犬神家の一族』を公開した。
それまでの映画会社はテレビをライバル視していたことと、あまりに広告料が高いためテレビCMはあまりやらなかった。しかし角川は広告費をつぎ込み、テレビCMなど宣伝をうち、書籍と映画を同時に売り込むことによって相乗効果を狙った結果、成功を収める。映画製作を目的とした（初代）角川春樹事務所も、1976年に設立された。翌1977年の第2作『人間の証明』は日活撮影所で撮影し、配給は東映、興行は東宝洋画系という従来の日本映画界では考えられない組み合わせで映画界に新風を巻き起こした。日本のメジャー映画会社と違い、自社で人員を抱えず、撮影所も持たずに製作するため、最も頭を悩ませる部分を負担せずに済む、効率の良い「おいしいとこ取り」の製作手法であった。脇役には主演作が多い三船敏郎・鶴田浩二らを起用し、監督へも高額の演出料を払った。テレビCMでは映像と「お父さん怖いよ。何か来るよ。大勢でお父さんを殺しにくるよ」、「狼は生きろ、豚は死ね。」、「歴史は、我々に何をさせようというのか?」、「カイカン。」などのキャッチコピーや劇中の台詞と音楽が流れ、映画と出版と音楽による相乗効果のメディアミックスは角川商法と呼ばれた。横溝に続いて森村誠一・大藪春彦・半村良・赤川次郎らの小説も次々と映画化された。角川文庫には映画割引券をしおりとして封入した。
映画音楽や主題歌にも力を入れ、音楽著作権管理する角川音楽出版や音楽企画制作の角川レコードを設立。1970年代は上記映画のほか、1978年の『野性の証明』、1979年の『戦国自衛隊』と大作路線を続けていくが、この1本立て上映の大作路線は、当時は2本立てのプログラムピクチャーを上映していた他社にも影響を与えて、大作ブームを招いた。この他、1976年から1980年頃まで、大阪の毎日放送制作によりTBS系で放送された「横溝正史シリーズ」や「森村誠一シリーズ」などのテレビドラマの企画を、一連の角川映画と連動する形で角川春樹事務所が手がけた。
1980年代は1980年の『復活の日』を最後に大作一辺倒の路線の撤退を宣言し、スター・システムによる2本立て上映のアイドル映画を中心に、プログラムピクチャーを量産するようになる。製作費に22億円をかけた『復活の日』が、配給収入24億円の結果に終わって制作費を回収できず、路線変更をせざるを得なかったのである。正月作品の大作『戦国自衛隊』も配収13億5000万円を挙げながら収支がトントンといった状態であった。ハイリスクの大作映画に対して『セーラー服と機関銃』（1981年）は製作費1億5000万円と『復活の日』の10分の1の予算ながら興行成績では『復活の日』に匹敵する配給収入23億円を挙げた。映画公開当時、角川書店から出版されていた赤川次郎の本は、文庫が『セーラー服と機関銃』と『血とバラ』、単行本が『さびしがり屋の死体』、『悪妻に捧げるレクイエム』の計4冊しかなく、大規模なブック・フェアは出来なかった。中川右介は、角川映画のビジネスモデルが「文庫本を売るための映画作り」から「専属女優とそのファンのための映画作り」に『セーラー服と機関銃』から移行したと分析している。翌1982年に角川春樹事務所はコンテストで渡辺典子・原田知世を発掘。既に専属女優だった薬師丸ひろ子を含めて彼女たちは角川3人娘と呼ばれた。1983年の『探偵物語』と『時をかける少女』の2本立ては配給収入28億円に達した。彼女らはテレビに露出することが少なく、テレビに出演しているアイドルが映画に出演するという1970年代以降の形でなく、映画全盛期のスクリーンでしか見られなかったかつての映画スターと同様の存在として、若い観客を映画館へ呼び戻し、自社スターによるプログラムピクチャー路線で角川映画の1980年代前半を牽引した。自社雑誌『バラエティ』を1977年に創刊して情報の発信をしていた。
1983年には、マッドハウスと組んでアニメ映画にも進出。角川アニメ第1弾の『幻魔大戦』は、配給収入で10億円以上を記録し、同年末の『里見八犬伝』は1984年の配給収入で邦画1位の23億2000万円を計上している。こうして1970年代末から1980年代半ばの角川映画は、洋画とテレビに押される一方だった日本映画界の停滞を打ち破るヒットを連発した。角川映画の指揮をとりキャッチコピーも考えていた角川春樹は、西崎義展や山本又一朗らの独立プロデューサーとともに映画界の寵児になり、1982年には優秀なプロデューサーに贈られる藤本賞を受賞した。映画宣伝の際は俳優や監督以上に積極的にメディアへ露出し、角川映画は角川春樹の代名詞とも言える存在であった。当初は話題先行と見られて映画評論家からは低かった評価も、1982年の『蒲田行進曲』、1984年の『Wの悲劇』と『麻雀放浪記』が映画賞を受賞し、『犬神家の一族』の後は圏外が続いていたキネマ旬報ベスト・テンにランクインするなど、内容的な充実も認められるようになった。
日本映画界に定着する一方で、製作から10年目を迎えた1980年代後半以降、角川映画の勢いは失速していった。それには、民放のフジテレビが映画界に本格参入して、角川映画のお株を奪う大量スポットや局を挙げてのメディアミックス戦略を仕掛けたこと、また、内部的には1985年に薬師丸ひろ子が角川春樹事務所から独立、翌1986年には同事務所自体が芸能部門から撤退して、所属する原田知世と原田貴和子、渡辺典子も独立したことなど の影響があった。
角川春樹時代の角川映画は作品の製作のみで、完成した作品の配給と興行は東映や東宝など他社に依存。1981年にはジャニーズ事務所の『ブルージーンズメモリー』と2本立てだった『ねらわれた学園』の宣伝の扱いをめぐって配給する東宝とトラブルになる。1985年になって念願の配給業に乗り出し、さらに札幌市で角川春樹事務所が経営する形の「角川シアター」という映画館を開いて興行を始めるも、配給は2本の共同配給で終わった。角川シアターもその後は松竹系の札幌ピカデリーを経てアーバンホールとなったが、このときの配給と興行の試みは成功しなかった。当時の角川作品は松竹に匹敵する配給収入を挙げており、自社配給と自主興行を成功させ、第6の映画会社として自立されることを恐れた日本映画界の妨害があったともされ、東映の岡田茂は、角川の自主配給の動きに対し、今後は協力しないと突き放す発言をしている。
監督は市川崑・佐藤純彌・深作欣二ら実績のあるベテランに加えて、1980年代から当時若手だった大林宣彦・相米慎二・井筒和幸・森田芳光・根岸吉太郎・崔洋一や、ほぼTVのみに活動が限られていた中堅の斉藤光正らにチャンスを与え、積極的に登用するようになった。
監督で佐藤純彌・深作欣二、俳優で高倉健、千葉真一、渡瀬恒彦、室田日出男、松田優作、真田広之といった東映出身者の積極的起用は、角川映画の作品スタイルが娯楽アクションの雄・東映の系譜にあることを物語る。
1990年には1990年代初の大作『天と地と』を手がけて興行収入は92億円を上げた。しかし1992年にハリウッド進出第1弾と称した『ルビー・カイロ』を製作するが失敗し、これらを含む一連の映画事業の失敗が、角川春樹と弟の角川歴彦の対立を招く下地となり、1992年に角川書店のお家騒動が勃発する。翌1993年には、角川映画を牽引した角川春樹が薬物所持により逮捕され、角川書店を離れる事態に至り、同年7月封切の『REX 恐竜物語』が角川春樹が角川書店在籍中の最後の映画となる。
角川春樹製作時代の「角川映画」の著作権を巡って、角川春樹と角川書店の間で係争も起こった。著作権は自分にあるとする角川春樹の提訴に対して、東京地方裁判所は角川映画の著作権を角川書店側に認める判断を下している。角川春樹がかつて製作した映画には「角川春樹事務所作品」または「Haruki Kadokawa Presents」というタイトルクレジットがあり、これらはビデオソフト化やテレビ放送の際には削除されていたが、2014年よりリリースされた4Kスキャニングマスター版Blu-rayシリーズ以降に新規マスターが製作された作品は、無修正のまま収録ないし放送される機会が多くなっている。

### 角川春樹時代の評価
〔角川映画は既に大作路線から低予算の2本立路線に方針変更している〕1982年、ロック歌手兼俳優の内田裕也は、インタビューの中で角川映画の映画製作を「金で顔を引っぱたく」行為と批判するが、同時に、日本映画にカンフル剤を投じたと評価もしている。
〔渡辺典子と原田知世がオーディションに合格してから1か月後〕1982年5月の朝日新聞誌上の討論の中で映画監督の大島渚は、角川映画は角川春樹プロデューサーが前に出すぎていて、「監督の映画」になっていない欠点があり、彼は良いプロデューサーとは呼べないと指摘。映画評論家・白井佳夫は、センセーショナルな大宣伝によって「マイナーな娯楽映画」を大ヒットさせているが、既成のスター、既成の監督、既成のシナリオライターを起用していて、薬師丸ひろ子以外に新たなスターや監督を生み出せていないと批判している。
もっとも、大島渚は1987年5月8日に文芸坐ル・ピリエで開催された「大島渚シンポジウム」で、「客は選択眼が鋭い。その映画にかかっている情熱を直感する。情熱は金でもあるが、角川映画もかつてはそうだった。結果的に愚作で観に行ってバカバカしいと笑うのも楽しみがある」などと初期の角川作品に関しては評価している。
1981年の日本映画界の観客動員1500万人減について、映画評論家の白井佳夫は大量宣伝で成功する角川映画を原因として決めつけた。それに対し、角川春樹は大量宣伝で成功した角川映画は『人間の証明』1本しか存在しないと反論した。大島渚は、当初は角川映画は旧態依然とした日本映画界を覆したと評価していたが、後に角川映画が大量の前売券を企業に購入させたことと大量宣伝を批判した。前売券が金券ショップで安価で売られて正規の料金で入場した観客の不信感を買うこと、そして大量宣伝につられて映画を見に行ってもつまらない映画だった場合に映画そのものが観客に疑われるようになるというのがその主旨である。角川映画への批判の中心はこの大量宣伝と前売券による動員、そして作品の質が伴わないという3点であった。
前売動員を始めたのは角川映画からという意見は完全に間違いで、このやり方は1969年の『超高層のあけぼの』あたりから本格化したもので、『人間革命』『続・人間革命』における創価学会の大量動員は角川以前に大きな話題を撒いた。角川映画は初期の頃から角川書店グループ及び下請け会社に前売券を押し付けたが、それが表に出ることはなかった。表に出た切っ掛けは角川ではなく、角川の成功に触発されて出て来た80年代初期の他企業が角川の真似を始めて以降で、日本のメジャー会社もそのやり方を踏襲するようになり、80年代後半には日本映画界でも前売動員は過激なものになり、ディスカウントショップで大量の前売券が流通する現象や、大ヒットと伝えられる劇場は閑古鳥が鳴いている現象が通例と化した。
映画監督の佐藤純彌は1986年、斜陽の日本映画界にあって角川映画が映画ビジネスが儲かるものであることを証明し、これに追随して異業種から映画界への資金提供者が現れたこと、久々に薬師丸ひろ子や原田知世といった映画界出身のアイドルを誕生させたこと、従来の新聞中心だった映画宣伝を改変したこと、日本映画界の縦割りの構図を破り、既成メジャーとは異質の映画作りを成立させたことなどを角川映画の功績として挙げている。
映画評論家の田山力哉は、評価できるのは『蒲田行進曲』くらいで、角川映画は札束映画、前売券をバラまいて日本映画はひどいものという印象を与えたとこき下ろした。
映画ジャーナリストの大高宏雄は、角川春樹時代の角川映画は映画製作本数が65本、製作会社としては空前の総配給収入463億円、当時の日本映画歴代配収ベスト50位の中に12番組がランクインと、20年近く、日本映画を興行的側面から支えてきた功績を指摘している。東映・東宝・松竹の大手3社はその恩恵を受け、自らは製作部門を分離するなか、最もリスクの多い映画の製作という役割を角川映画が引き受け、または、角川映画に引き受けさせたとも分析している。
映画評論家の増當竜也によれば、観客から支持されても映画評論家や映画マスコミからは「ヒットはしても中身はない」と言われた角川映画のイメージは、『人間の証明』・『野性の証明』の「証明2部作」によって決定づけられた。
脚本家の野沢尚は、1995年の著書で「角川映画が現れるまでの70年代半ばといえば、日本映画は『男はつらいよ』と『トラック野郎』と百恵・友和映画…いわば中規模のプログラムピクチャーで何とか体裁を整えていた。ひょっとしたらその頃、日本映画は『もう作るのをやめたい』という気分だったかもしれない。そこに角川春樹が登場した。要するに、リスクを背負って映画を作ろうとする彼の情熱（広義の意味で）を、日本映画は徹底的に利用したのだ。そして、惜しげもなく金を注ぎ込んでくる門外漢に、ただただ圧倒された。極論すれば、角川映画にすがることで、日本映画はその後の10年以上を騙し騙しで存続できたのだ。あの程度の存続なら、その頃に壊れた方がよかった…と斜に構えて言う人がいるかもしれないけど、あの一群の映画があってこそ、花開いた才能もあったはずだ。角川映画に対するアンチテーゼとして、マイナーリーグから現れた映画作家も一方でいたはずだ。角川映画はなくなる。狂人であろうが怪人であろうが、角川さんのような、何かに取り憑かれてリスクを背負っちゃう人間を、日本映画が再び利用しない限り、この状況は変わらない。そういう人間が登場して、また日本映画はそれから10年間を騙し騙しで続くのだ」などと評していた。
マッドハウス社長であった丸山正雄は、角川アニメが子供向けではないアニメ映画の制作されるきっかけになったとし、アニメーションの歴史においても大きな影響を与えたとの考えを述べている。また、角川春樹がスタッフの自由にやらせ、古いものを壊し新しい要素を取り入れていったことも重要であったとしている。

#### 配給収入
| No. | 公開年 | タイトル                                                                                                  | 配給収入 （単位：億円） |
| --- | ------ | --- | ----------------------- |
| 1   | 1976年 | 犬神家の一族                                                                                              | 15.6                    |
| 2   | 1977年 | 人間の証明                                                                                                | 22.5                    |
| 3   | 1978年 | 野性の証明                                                                                                | 21.8                    |
| 4   | 1979年 | 蘇える金狼／金田一耕助の冒険                                                                              | 10.4                    |
| 5   | 1979年 | 戦国自衛隊                                                                                                | 13.5                    |
| 6   | 1980年 | 復活の日                                                                                                  | 24.0                    |
| 7   | 1980年 | 野獣死すべし（東映との提携作）／ニッポン警視庁の恥といわれた二人 刑事珍道中（日本テレビ放送網との提携作） | 7.3                     |
| 8   | 1981年 | スローなブギにしてくれ（東映との提携作）                                                                  | 3.9                     |
| 9   | 1981年 | ねらわれた学園／東宝映画『ブルージーンズメモリー』                                                        | 12.5                    |
| 10  | 1981年 | 悪霊島／蔵の中                                                                                            | 9.3                     |
| 11  | 1981年 | セーラー服と機関銃（キティ・フィルムとの提携作）／東映映画『燃える勇者』                                  | 23.0                    |
| 12  | 1982年 | 化石の荒野（東映との提携作）                                                                              | 2.6                     |
| 13  | 1982年 | 蒲田行進曲（松竹との提携作）／この子の七つのお祝いに（松竹との提携作）                                    | 17.6                    |
| 14  | 1982年 | 汚れた英雄（東映との提携作）／伊賀忍法帖（東映との提携作）                                                | 16.0                    |
| 15  | 1983年 | 幻魔大戦                                                                                                  | 10.6                    |
| 16  | 1983年 | 探偵物語／時をかける少女                                                                                  | 28.0                    |
| 17  | 1983年 | 里見八犬伝                                                                                                | 23.2                    |
| 18  | 1984年 | 少年ケニヤ（東映との提携作）／短編アニメ『スヌーピーとチャーリー・ブラウン』                              | 6.5                     |
| 19  | 1984年 | 晴れ、ときどき殺人／湯殿山麓呪い村                                                                        | 3.9                     |
| 20  | 1984年 | メイン・テーマ／愛情物語                                                                                  | 18.5                    |
| 21  | 1984年 | 麻雀放浪記（東映との提携作）／いつか誰かが殺される（東映との提携作）                                      | 5.1                     |
| 22  | 1984年 | Wの悲劇／天国にいちばん近い島                                                                             | 15.5                    |
| 23  | 1985年 | カムイの剣／ボビーに首ったけ                                                                              | 2.1                     |
| 24  | 1985年 | 友よ、静かに瞑れ／結婚案内ミステリー                                                                      | 1.4                     |
| 25  | 1985年 | 早春物語／二代目はクリスチャン                                                                            | 12.5                    |
| 26  | 1986年 | キャバレー／彼のオートバイ、彼女の島                                                                      | 9.5                     |
| 27  | 1986年 | オイディプスの刃                                                                                          | 0.8                     |
| 28  | 1986年 | 時空の旅人／火の鳥 鳳凰編                                                                                 | 2.3                     |
| 29  | 1987年 | 黒いドレスの女／恋人たちの時刻                                                                            | 2.5                     |
| 30  | 1988年 | 花のあすか組!／ぼくらの七日間戦争                                                                         | 3.3                     |
| 31  | 1989年 | 宇宙皇子／ファイブスター物語                                                                              | 4.0                     |
| 32  | 1989年 | 花の降る午後                                                                                              | 3.0                     |
| 33  | 1990年 | 天と地と                                                                                                  | 50.5                    |
| 34  | 1991年 | 天河伝説殺人事件                                                                                          | 4.9                     |
| 35  | 1991年 | 幕末純情伝／ぼくらの七日間戦争2                                                                           | 8.6                     |
| 36  | 1991年 | アルスラーン戦記／サイレントメビウス                                                                      | 3.5                     |
| 37  | 1992年 | アルスラーン戦記II／サイレントメビウス2／風の大陸                                                         | 2.4                     |
| 38  | 1992年 | ルビー・カイロ                                                                                            | 2.5                     |
| 39  | 1993年 | REX 恐竜物語                                                                                              | 22.0                    |

| 年別配給収入合計                                                                                           | 年別配給収入合計 | 年別配給収入合計 | 年別配給収入合計 | 年別配給収入合計 |
| --- | ---------------- | ---------------- | ---------------- | ---------------- |
| 公開年 |                  |                  |                  | 単位：億円       |
| 1976 | 1976             |                  | 15.6（1）        | 15.6（1）        |
| 1977 | 1977             |                  | 22.5（1）        | 22.5（1）        |
| 1978 | 1978             |                  | 21.8（2）        | 21.8（2）        |
| 1979 | 1979             |                  | 23.9（2）        | 23.9（2）        |
| 1980 | 1980             |                  | 31.3（3）        | 31.3（3）        |
| 1981 | 1981             |                  | 48.7（5）        | 48.7（5）        |
| 1982 | 1982             |                  | 36.2（5）        | 36.2（5）        |
| 1983 | 1983             |                  | 61.8（4）        | 61.8（4）        |
| 1984 | 1984             |                  | 49.5（9）        | 49.5（9）        |
| 1985 | 1985             |                  | 16.0（6）        | 16.0（6）        |
| 1986 | 1986             |                  | 12.6（5）        | 12.6（5）        |
| 1987 | 1987             |                  | 2.5（2）         | 2.5（2）         |
| 1988 | 1988             |                  | 3.3（2）         | 3.3（2）         |
| 1989 | 1989             |                  | 7.0（3）         | 7.0（3）         |
| 1990 | 1990             |                  | 50.5（1）        | 50.5（1）        |
| 1991 | 1991             |                  | 17.0（5）        | 17.0（5）        |
| 1992 | 1992             |                  | 4.9（4）         | 4.9（4）         |
| 1993 | 1993             |                  | 22.0（1）        | 22.0（1）        |
| （）内の数字は、その年に公開された映画の本数。配給収入は他社との提携作、他社作品との二本立てを含んだ合計。 |                  |                  |                  |                  |

#### 映画主題歌
| 順位 | 曲名                | 歌手                   | 映画名             | オリコン売上 | オリコン売上 |
| 順位 | 曲名                | 歌手                   | 映画名             | 単位：万枚   | 出典         |
| ---- | ------------------- | ---------------------- | ------------------ | ------------ | ------------ |
| 1    | セーラー服と機関銃  | 薬師丸ひろ子           | セーラー服と機関銃 | 86.5         | [ 75 ]       |
| 2    | 探偵物語            | 薬師丸ひろ子           | 探偵物語           | 84.1         | [ 75 ]       |
| 3    | 守ってあげたい      | 松任谷由実             | ねらわれた学園     | 69.5         | [ 76 ]       |
| 4    | 時をかける少女      | 原田知世               | 時をかける少女     | 58.7         | [ 77 ]       |
| 5    | 人間の証明のテーマ  | ジョー山中             | 人間の証明         | 51.7         | [ 78 ]       |
| 6    | メイン・テーマ      | 薬師丸ひろ子           | メイン・テーマ     | 51.2         | [ 75 ]       |
| 7    | 恋人も濡れる街角    | 中村雅俊               | 蒲田行進曲         | 47.7         | [ 79 ]       |
| 8    | Woman "Wの悲劇"より | 薬師丸ひろ子           | Wの悲劇            | 37.3         | [ 80 ]       |
| 9    | 汚れた英雄          | ローズマリー・バトラー | 汚れた英雄         | 35.0         | [ 81 ]       |
| 10   | 愛情物語            | 原田知世               | 愛情物語           | 32.1         | [ 77 ]       |

出典:（順位から歌手まで）「特集 角川映画 角川映画音楽の魅力」『昭和40年男』2016年（平成28年）8月号、クレタパブリッシング、63頁。

### 角川歴彦時代

#### 角川書店製作時代
1993年の角川春樹の社長辞職以後も、社長に就任した弟の角川歴彦によって出版と映像のメディアミックス路線は継承された。ただし、春樹時代のようにプロデューサーの強烈な個性は発揮されず、製作委員会方式が多くなっており、角川春樹の頃のように積極的に「角川映画」をアピールしなかった。1995年に日本映画の製作と外国映画の輸入、単館系配給を行うヘラルド・エースと提携して、エースピクチャーズとし、角川書店の子会社とした。1997年になって『パラサイト・イヴ』『失楽園』『新世紀エヴァンゲリオン劇場版 シト新生』を元旦の新聞広告で「新角川映画始動!」と角川映画の再開を正式に謳った。
1998年になってエースピクチャーズは、住友商事の子会社で外国映画の輸入と単館系配給、ビデオグラムの販売を行うアスミックと合併し、アスミック・エースエンタテインメントになる。

#### 角川映画株式会社製作時代
2002年に、経営不振に陥っていた大映とその親会社である徳間書店は、過去の作品資産や調布市の大映スタジオを含めた全事業を、角川書店へ売却することで合意した。ただし、大映テレビは徳間の資本下ではなかったため、これに含まれていない。同年11月に角川書店は株式会社角川大映映画を設立し、大映の事業を同社が譲り受ける新旧分離方式による買収となった。
2004年、角川大映映画と角川本体で映画事業を行っていた角川書店エンタテイメント事業部、テレビドラマ等の映像製作会社のトスカドメインを統合させ、商号を角川映画株式会社とした。
2005年、外国映画の輸入・配給を営む日本ヘラルド映画（ヘラルドグループの中核企業）を角川グループが買収、角川映画と合併し、角川ヘラルド・ピクチャーズに名称を変更した。その後の2006年に、商号を角川ヘラルド映画株式会社とした。1年後の2007年に、同社は再び社名を「角川映画株式会社」に変更した。日本ヘラルド映画を買収したことで、アスミック・エースエンタテインメントの出資比率を下げていき、2010年に角川グループから離脱。
DVD類のビデオグラム事業に関しては、角川書店が擁する邦画（従来の角川映画）・アニメ作品に加え、大映作品・日本ヘラルドおよびアスミックがソフト発売権を有する洋画作品（2009年までアスミックが販売・発売権を有していたドリームワークス作品を含む）の発売元として角川エンタテインメントが担っていたが、2009年に角川映画に吸収合併されている。
一連のM&Aの結果、それ以前の角川書店が行ってきたゲーム・アニメ作品や小説作品の映画化に関わる制作・出資という役割に加え、大映の流れから自前のスタジオ施設・人員による邦画の製作が可能となった。また、ヘラルドの流れから海外作品の配給に積極的に取り組み、角川書店グループのバックグランドによってノベライズの刊行を盛んに行っている。その展開は一層強まっており、こうした映画・映像関連の部門は角川映画株式会社を中核とした事業体制になったことで、完全に固まったものとなっている。
なお、旧・日本ヘラルド映画は映画興行事業（シネプレックス）を行なう子会社「ヘラルド・エンタープライズ」を抱えており、この買収により、従来の角川書店・旧大映による製作部門に加え、映画館運営・ミニシアター系の配給まで一貫して手がけられることとなり、製作・配給・興行を自前で一貫して行えるメジャーの一角に食い込むようになった。ただし、配給網は既存大手3社（松竹、東宝、東映）と比べて大きいとは言えず、『沈まぬ太陽』など大作や話題作については、東宝の配給網を借りる形で劇場公開されている。2006年には新宿三丁目に所在する三和興行所有の新宿文化シネマ（同年9月閉館）を借り上げる形で同年12月に直営のミニシアター（角川シネマ新宿）を、2011年2月には旧シネカノン有楽町1丁目跡に角川シネマ有楽町をオープンし、旧ヘラルドの配給網の有効活用を模索していた。2013年3月にはかつて出資したこともあるユナイテッド・シネマの持株会社、ユナイテッド・エンターテインメント・ホールディングス（UEH）と戦略的業務提携を締結、角川シネプレックス（13サイト）を譲渡し角川シネマの2サイトを除いて映画館運営から撤退したが、映画配給や周辺事業に関してUEHと協業を進めていくこととなる。
2005年11月に角川ホールディングス・チャイナが、香港の映画配給・シネコン事業の持株会社Intercontinental Group Holdings Ltd.を買収し、中国映画館市場に参入、香港6サイトと中国広東省2サイトの映画館運営をしていたが、2013年8月に小室哲哉が創業した旧Rojam Entertainmentを傘下に持つeSun Holdings Limited（Lai Sun Group）に売却。2018年現在は、KADOKAWAの持分法適用会社（香港・新華集団との合弁会社）Sun Wah Kadokawa (Hong Kong) Group Ltd.の子会社が中国での映画館事業を行っている。
2011年1月1日に、出版と映像の一体化によるメディアミックスの強化を目的として角川書店（3代目法人）と角川映画が合併し、法人としての角川映画は消滅、以後「角川映画」は角川書店・角川グループの映像事業ブランドとして存続することとなった。

#### KADOKAWA製作時代
2013年10月1日には角川書店（3代目法人）がKADOKAWA（角川グループホールディングスより社名変更）に吸収合併され、「角川映画」はKADOKAWAの映画事業という扱いになっている。
2017年では、劇場アニメ配給レーベル「角川ANIMATION」を立ち上げた。当レーベルでは、『ノーゲーム・ノーライフ ゼロ』や『劇場版 メイドインアビス 深き魂の黎明』などのメディアミックスとしての劇場アニメの配給を主に行っている。
2018年には、角川シネマ新宿をアニメーション専門のEJアニメシアター新宿として路線変更した。また、2020年に開館し、KADOKAWAが運営するところざわサクラタウン内のジャパンパビリオンでは映画の試写、上映なども行われている。
2020年12月7日より「角川映画」の新作の情報はKADOKAWAオフィシャルサイトへ移管した。「角川映画」の旧作の情報は、2022年、角川映画のオフィシャルサイトによるホームページアドレス（URL）の変更まで、そちらのページで参照できるようになった。
2022年には、角川歴彦が東京オリンピック・パラリンピックをめぐって贈賄容疑により逮捕され、会長職を辞任する事態に至り、角川歴彦および角川一族が直接関わっていた角川映画の時代は終わり、2021年8月封切の『妖怪大戦争 ガーディアンズ』が角川歴彦がKADOKAWA在籍中の最後の映画となる。

### 角川歴彦時代の評価
KADOKAWA元社長の佐藤辰男は、「1976年から春樹さんによる映画の時代が始まり、そして1997年だったかな？ 歴彦さんが「新・映画の時代」と言ったんだよね。何が違うかというと、76年は「出版社が映画を作った」という構図だったのに対して、97年は「映画を事業としてやる会社」という形だったんだよね。」などと評した。
1998年3月6日の第21回日本アカデミー賞授賞式にて、「観客動員に於て多大な成績をあげ、日本映画復興の大いなる原動力となりました。これらの作品を企画、製作された着眼点と、素晴らしい実行力に敬意を表して栄誉を称えたい」との理由により、日本アカデミー賞協会特別賞に角川歴彦を授与された。
一方、映画監督のビートたけしは、映画『首』で角川歴彦と揉め、「自分が監督した映画で、全く制作に関与していないのにKADOKAWAは、『製作総指揮角川歴彦』というクレジットタイトルを載せろとも言ってきた。KADOKAWAの今までの映画を見ると全部そうなっていて、笑ってしまう」と批判した。

### 夏野剛時代
2022年の角川歴彦の会長辞職以後も、留任した社長夏野剛によって出版と映像のメディアミックス路線は継承され、角川歴彦時代の映画を「公開するもの、公開しないもの」を仕分けする。同年、韓国映画の輸入・配給を営むTIMO JapanをKADOKAWAが買収、11月にKADOKAWA Kプラスに名称を変更し、KADOKAWAと共同で配給事業を行っている。
2023年8月24日、将来の収益確保の困難を理由に角川歴彦時代が続けてきたEJアニメシアター新宿（旧角川シネマ新宿）を閉館。最終上映作品は『バイオハザード デスアイランド』。

## 主な映画作品
※他社との提携作も含む。公開年月のみ記載の作品は配給映画

### 1970年代
- 犬神家の一族（1976年 10月公開、配給：東宝）
- 人間の証明（1977年 10月公開、配給：東映）
- 野性号の航海 翔べ 怪鳥モアのように（1978年 5月公開、配給：日本ヘラルド映画）
- 野性の証明（1978年 10月公開、配給：東映・日本ヘラルド映画）
- 金田一耕助の冒険（1979年 7月公開、配給：東映）
- 蘇える金狼（1979年 8月公開、配給：東映）
- 戦国自衛隊（1979年 12月公開、配給：東宝）

### 1980年代
- 復活の日（1980年 6月公開、配給：東宝）
- 野獣死すべし（1980年 10月公開、配給：東映）
- ニッポン警視庁の恥といわれた二人 刑事珍道中（1980年 10月公開、配給：東映）
- スローなブギにしてくれ（1981年 3月公開、配給：東映）
- ねらわれた学園（1981年 7月公開、配給：東宝）
- 悪霊島（1981年 10月公開、配給：東映・日本ヘラルド映画）
- 蔵の中（1981年 10月公開、配給：東映セントラルフィルム）
- セーラー服と機関銃（1981年 12月公開、配給：東映）
- 化石の荒野（1982年 4月公開、配給：東映）
- 蒲田行進曲（1982年 10月公開、配給：松竹）
- この子の七つのお祝いに（1982年 10月公開、配給：松竹）
- 汚れた英雄（1982年 12月公開、配給：東映）※ポニーより劇場公開と同時にビデオグラムを発売[101]。
- 伊賀忍法帖（1982年 12月公開、配給：東映）
- 幻魔大戦（1983年 3月公開、配給：東宝東和）※アニメーション
- 探偵物語（1983年 7月公開、配給：東映）
- 時をかける少女（1983年 7月公開、配給：東映）
- 里見八犬伝（1983年 12月公開、配給：東映）
- 少年ケニヤ（1984年 3月公開、配給：東映）※アニメーション、角川アニメ第2弾
- 晴れ、ときどき殺人（1984年 5月公開、配給：東映セントラルフィルム）
- 湯殿山麓呪い村（1984年 5月公開、配給：東映セントラルフィルム）
- メイン・テーマ（1984年 7月公開、配給：東映）
- 愛情物語（1984年 7月公開、配給：東映）
- 麻雀放浪記（1984年 10月公開、配給：東映）
- いつか誰かが殺される（1984年 10月公開、配給：東映）
- Wの悲劇（1984年 12月公開、配給：東映）
- 天国にいちばん近い島（1984年 12月公開、配給：東映）
- カムイの剣（1985年 3月公開、配給：東映）※アニメーション
- ボビーに首ったけ（1985年 3月公開、配給：東映）※アニメーション
- 友よ、静かに瞑れ（1985年 6月公開、配給：東映セントラルフィルム）
- 結婚案内ミステリー（1985年 6月公開、配給：東映セントラルフィルム）
- 早春物語（1985年 9月公開、東宝と共同配給）
- 二代目はクリスチャン（1985年 9月公開、東宝と共同配給）
- キャバレー（1986年 4月公開、配給：東宝）
- 彼のオートバイ、彼女の島（1986年 4月公開、配給：東宝）
- オイディプスの刃（1986年 9月公開、配給：東宝）
- 時空の旅人（1986年 12月公開、配給：東宝）※アニメーション
- 火の鳥 鳳凰編（1986年 12月公開、配給：東宝）※アニメーション
- 黒いドレスの女（1987年 3月公開、配給：東宝）
- 恋人たちの時刻（1987年 3月公開、配給：東宝）
- 迷宮物語（1987年 9月東京国際ファンタスティック映画祭にて上映、配給：東宝）※アニメーション
- 花のあすか組!（1988年 8月公開、配給：東宝）
- ぼくらの七日間戦争（1988年 8月公開、配給：東宝）
- 妖精王（1988年 12月公開）※アニメーション

※以上、昭和時代作品。
- 宇宙皇子（1989年 3月公開、配給：東宝）※アニメーション
- ファイブスター物語（1989年 3月公開、配給：東宝）※アニメーション
- ガンヘッド（1989年 7月公開、配給：東宝）
- 花の降る午後（1989年 10月公開、配給：東宝）

### 1990年代
- 天と地と（1990年6月、配給：東映）※角川映画15周年記念作品
- ロードス島戦記第1部伝説への序章 第2部炎の出発（1990年9月、配給：東映クラシックフィルム）※アニメーション
- 天上編 宇宙皇子（1990年9月、配給：東映クラシックフィルム）※アニメーション
- 天河伝説殺人事件（1991年3月、配給：東映）※角川映画15周年記念作品
- 幕末純情伝（1991年7月、配給：松竹）
- ぼくらの七日間戦争2（1991年7月、配給：松竹）
- サイレントメビウス（1991年8月、配給：松竹）※アニメーション
- アルスラーン戦記（1991年8月、配給：松竹）※アニメーション
- 老人Z（1991年9月、配給：バビット）※アニメーション
- 風の大陸（1992年7月、配給：松竹）※アニメーション
- サイレントメビウス2（1992年7月、配給：松竹）※アニメーション
- アルスラーン戦記II（1992年7月、配給：松竹）※アニメーション
- ルビー・カイロ（1992年12月、配給：松竹富士）※日本・アメリカ合作
- REX 恐竜物語（1993年7月、配給：松竹）
- Coo 遠い海から来たクー（1993年12月、配給：東映）※アニメーション
- スレイヤーズ（1995年7月、配給：東映）※アニメーション
- レジェンド・オブ・クリスタニア（1995年7月、配給：東映）※アニメーション
- 劇場版 天地無用! in LOVE（1996年4月、配給：ギャガ・コミュニケーションズ）※アニメーション
- X（1996年8月、配給：東映）※アニメーション
- スレイヤーズRETURN（1996年8月、配給：東映）※アニメーション
- 八つ墓村（1996年10月、配給：東宝）
- パラサイト・イヴ（1997年2月、配給：東宝）
- 魔法学園ルナ 青い竜の秘密すっぽこ魔法作戦（1997年3月、配給：東映）※アニメーション
- 新世紀エヴァンゲリオン劇場版 シト新生（1997年3月、配給：東映）※アニメーション
- 失楽園（1997年5月、配給：東映）
- 新世紀エヴァンゲリオン劇場版 Air/まごころを、君に（1997年7月、配給：東映）※アニメーション
- スレイヤーズぐれえと（1997年8月、配給：東映）※アニメーション
- 天地無用!真夏のイヴ（1997年8月、配給：東映）※アニメーション
- リング（1998年1月、配給：東宝）
- らせん（1998年1月、配給：東宝）
- 新世紀エヴァンゲリオン劇場版 DEATH (TRUE)² / Air / まごころを、君に（1998年3月、配給：東映）※アニメーション
- 女刑事RIKO 聖母の深き淵（1998年4月、配給：エースピクチャーズ）
- MAZE☆爆熱時空 天変脅威の大巨人（1998年4月、配給：東映）※アニメーション
- ようこそロードス島へ！（1998年4月、配給：東映）※アニメーション
- 不夜城（1998年6月、配給：東映／アスミック・エース エンタテインメント）
- 機動戦艦ナデシコ -The prince of darkness-（1998年8月、配給：東映）※アニメーション
- スレイヤーズ　ごうじゃす（1998年8月、配給：東映）※アニメーション
- 愛を乞うひと（1998年9月、配給：東宝）
- 始皇帝暗殺（1998年11月、配給：日本ヘラルド映画）※中国・日本・フランス合作
- リング2（1999年1月、配給：東宝）
- 死国（1999年1月、配給：東宝）
- 天地無用! in LOVE2 遙かなる想い（1999年4月、配給：ギャガ・コミュニケーションズ）※アニメーション
- 金融腐蝕列島 呪縛（1999年9月、配給：東映）
- 黒い家（1999年11月、配給：東宝）

### 2000年代
- リング0 バースデイ（2000年1月、配給：東宝）
- 十三番目の人格 ISOLA（2000年1月、配給：東宝）
- 映画おじゃる丸 約束の夏 おじゃるとせみら（2000年7月、配給：東映）※アニメーション
- 六門天外モンコレナイト 伝説のファイアドラゴン（2000年7月、配給：東映）※アニメーション
- 仮面学園（2000年8月、配給：東映）
- 死者の学園祭（2000年8月、配給：東映）
- 狗神（2001年1月、配給：東宝）
- 弟切草（2001年1月、配給：東宝）
- 冷静と情熱のあいだ（2001年11月、配給：東宝）
- 時の香り リメンバー・ミー（2001年11月、配給：ドラゴン・フィルム）
- サクラ大戦 活動写真（2001年12月、配給：東映）※アニメーション
- スレイヤーズぷれみあむ（2001年12月、配給：東映）※アニメーション
- Di Gi Charat 星の旅（2001年12月、配給：東映）※アニメーション
- 短編 あずまんが大王 THE ANIMATION（2001年12月、配給：東映）※アニメーション
- 仄暗い水の底から（2002年1月、配給：東宝）
- 恋に唄えば（2002年11月、配給：東映）
- 青の炎（2003年3月、配給：東宝）
- 魔界転生（2003年4月、配給：東映）
- 着信アリ（2004年1月、配給：東宝）※角川大映映画第1回製作作品。
- 嗤う伊右衛門（2004年2月、配給：東宝）
- インストール（2004年12月、エンジェル・シネマと共同配給）
- ベロニカは死ぬことにした（2006年2月）
- 着信アリ2（2005年2月、配給：東宝）
- 美しい夜、残酷な朝（2005年5月、エンジェル・シネマと共同配給）※日本・韓国・香港合作
- 戦国自衛隊1549（2005年6月、配給：東宝）
- 妖怪大戦争（2005年8月、配給：松竹）
- 疾走（2005年12月、エンジェル・シネマと共同配給）
- 超劇場版ケロロ軍曹（2006年3月）※アニメーション。※第1回角川ヘラルド映画作品。
- 小さき勇者たち〜ガメラ〜（2006年4月、配給：松竹）
- インプリント〜ぼっけえ、きょうてえ〜（2006年5月）※日本・アメリカ合作
- 着信アリFinal（2006年6月、配給：東宝）
- 時をかける少女（2006年7月）※アニメーション
- ラブサイコ（2006年7月、配給：ジャパン・デジタル・コンテンツ信託）※角川ホラーシネマ第3弾
- 幻遊伝（2006年8月）※日本・台湾合作
- グエムル-漢江の怪物-（2006年9月）※韓国映画
- アジアンタムブルー（2006年11月）
- 犬神家の一族（2006年12月、配給：東宝）※角川映画30周年記念作品
- となり町戦争（2007年3月）
- バッテリー（2007年3月、配給：東宝）
- 超劇場版ケロロ軍曹2 深海のプリンセスであります!／ちびケロ ケロボールの秘密!?（2007年3月）※アニメーション
- 劇場版 灼眼のシャナ（2007年4月）※アニメーション
- 劇場版キノの旅 the Beautiful World 病気の国 For You（2007年4月）※アニメーション
- いぬかみっ！ THE MOVIE 特命霊的捜査官・仮名史郎っ！（2007年4月）※アニメーション
- 学校の階段（2007年4月、配給：アンプラグド）
- ドリーム・クルーズ（2007年5月）※アメリカ映画
- 初雪の恋 ヴァージン・スノー（2007年5月）※日本・韓国合作
- 転校生 -さよなら あなた- （2007年6月）
- サウスバウンド（2007年10月）
- 鳳凰 わが愛（2007年11月）※日本・中国合作
- 超劇場版ケロロ軍曹3 ケロロ対ケロロ天空大決戦であります!／武者ケロ お披露目!戦国ラン星大バトル!!（2008年3月）※アニメーション
- 口裂け女2（2008年3月、配給：ジョリー・ロジャー）
- カンフーくん（2008年3月）
- 歓喜の歌（2008年2月、配給：シネカノン）
- 光州5・18（2008年5月）※韓国映画
- DIVE!!（2008年6月）
- ワン・ミス・コール（2008年7月）※アメリカ映画
- 悪魔のリズム（Guantanamero）（2008年10月）※イギリス・スペイン映画
- その日のまえに（2008年11月）
- ジュテーム〜わたしはけもの（2008年11月、アンプラグドと共同配給）
- 空へ-救いの翼 RESCUE WINGS-（2008年12月）
- 禅 ZEN（2009年1月）
- 旭山動物園物語 ペンギンが空をとぶ（2009年2月）
- 超劇場版ケロロ軍曹 撃侵ドラゴンウォリアーズであります!／ケロ0 出発だよ! 全員集合!!（2009年3月）※アニメーション
- ドロップ（2009年3月）
- インスタント沼（2009年5月、アンプラグドと共同配給）
- いけちゃんとぼく（2009年6月）
- ロボゲイシャ（2009年10月）
- 沈まぬ太陽（2009年10月、配給：東宝）

### 2010年代
- 板尾創路の脱獄王（2010年1月）
- 涼宮ハルヒの消失（2010年2月、クロックワークスと共同配給）※アニメーション
- 人間失格（2010年2月）
- 超劇場版ケロロ軍曹 誕生!究極ケロロ 奇跡の時空島であります!!／超電影版SDガンダム三国伝 Brave Battle Warriors（2010年2月）※アニメーション
- 誘拐ラプソディー（2010年4月）
- いばらの王 -King of Thorn-（2010年5月）※アニメーション
- ヒーローショー（2010年5月）
- ロストクライム -閃光-（2010年7月）
- オカンの嫁入り（2010年9月）
- ヌードの夜/愛は惜しみなく奪う（2010年10月、配給：クロックワークス）
- 死刑台のエレベーター（2010年10月）
- 最後の忠臣蔵（2010年12月）
- 嘘つきみーくんと壊れたまーちゃん（2011年1月）
- 漫才ギャング（2011年3月）
- 劇場版 そらのおとしもの 時計じかけの哀女神（エンジェロイド）（2011年6月）※アニメーション
- 日輪の遺産（2011年8月）
- 夜明けの街で（2011年10月）
- ギャルバサラ -戦国時代は圏外です-（2011年11月）
- 源氏物語 千年の謎（2011年12月、配給：東宝）
- 月光ノ仮面（2012年1月）
- 劇場版テンペスト3D（2012年1月）
- キツツキと雨（2012年2月）
- ストライクウィッチーズ 劇場版（2012年3月）※アニメーション
- ももへの手紙（2012年4月）※アニメーション
- 貞子3D（2012年5月）
- 愛と誠（2012年6月、東映と共同配給）
- 図書館戦争 革命のつばさ（2012年6月）※アニメーション
- Another アナザー（2012年8月、配給：東宝）
- 愛を歌うより俺に溺れろ!（2012年8月）
- 天地明察（2012年9月）
- BUNGO〜ささやかな欲望〜（2012年9月）
- 花の詩女 ゴティックメード（2012年11月）※アニメーション
- 私の奴隷になりなさい（2012年11月）
- 映画 鈴木先生（2013年1月、テレビ東京と共同配給）
- 劇場版 STEINS;GATE 負荷領域のデジャヴ（2013年4月）※アニメーション
- 体脂肪計タニタの社員食堂（2013年5月）
- フィギュアなあなた（2013年6月）
- 貞子3D2（2013年8月）
- 甘い鞭（2013年9月）
- グランド・イリュージョン（2013年10月）※アメリカ映画
- ハダカの美奈子（2013年11月、配給：チャンスイン、製作委員会参加）
- バイロケーション 表（2014年1月）
- バイロケーション 裏（2014年2月）
- 赤×ピンク（2014年2月）
- パズル（2014年3月）
- 劇場版 世界一初恋〜横澤隆史の場合〜（2014年3月）※アニメーション
- サンブンノイチ（2014年4月、吉本興業と共同配給）
- そらのおとしものＦinal 永遠の私の鳥籠（2014年4月）※アニメーション
- 最近、妹のようすがちょっとおかしいんだが。（2014年5月）
- ライヴ（2014年5月）
- 万能鑑定士Q -モナ・リザの瞳-（2014年5月、配給：東宝）
- ちょっとかわいいアイアンメイデン（2014年7月）
- ルパン三世（2014年8月、配給：東宝）
- 鬼灯さん家のアネキ（2014年9月、SPOTTED PRODUCTIONSと共同配給）
- ストライクウィッチーズ Operation Victory Arrow Vol.1 サン・トロンの雷鳴（2014年9月）※アニメーション
- 劇場版 零 ゼロ（2014年9月）
- フューリー（2014年11月）※イギリス・アメリカ映画
- ストライクウィッチーズ Operation Victory Arrow Vol.2 エーゲ海の女神（2015年1月）※アニメーション
- ストライクウィッチーズ Operation Victory Arrow Vol.3 アルンヘムの橋（2015年5月）※アニメーション
- Zアイランド（2015年5月、吉本興業と共同配給）
- 劇場版デート・ア・ライブ 万由里ジャッジメント（2015年8月）※アニメーション
- キングスマン（2015年9月）※イギリス・アメリカ映画
- GONIN サーガ（2015年9月、ポニーキャニオンと共同配給）
- グラスホッパー（2015年11月、松竹と共同配給）
- 紅殻のパンドラ（2015年12月）※アニメーション
- ピンクとグレー（2016年1月、配給：アスミック・エース）
- セーラー服と機関銃 -卒業-（2016年3月）※角川映画40周年記念作品
- エヴェレスト 神々の山嶺（2016年3月、配給：東宝／アスミック・エース）
- のぞきめ（2016年4月、プレシディオと共同配給）
- ボーダーライン（2016年4月）※アメリカ映画
- 太陽（2016年4月）
- 貞子vs伽椰子（2016年6月）※角川映画40周年記念作品
- 二重生活（2016年6月、配給：スターサンズ、製作委員会参加）
- 君の名は。（2016年8月、配給：東宝、製作委員会参加）※アニメーション
- カノン（2016年10月）
- バースデーカード（2016年10月、配給：東映、製作委員会参加）
- 聖の青春（2016年11月）※角川映画40周年記念作品
- 劇場版 艦これ（2016年11月）※角川映画40周年記念作品 アニメーション
- 劇場版総集編　オーバーロード　不死者の王（2017年2月）※アニメーション
- ハルチカ（2017年3月）※角川映画40周年記念作品
- 劇場版総集編　オーバーロード　漆黒の英雄（2017年3月）※アニメーション
- ターシャ・テューダー　静かな水の物語（2017年4月）
- 破裏拳ポリマー（2017年5月）
- バイオハザード: ヴェンデッタ（2017年5月）※アニメーション
- 吉田類の「今宵、ほろ酔い酒場で」（2017年6月）
- 結婚（2017年6月）
- ノーゲーム・ノーライフ ゼロ（2017年7月）※アニメーション（角川ANIMATION名義）
- 劇場版Fate/kaleid liner プリズマ☆イリヤ 雪下の誓い（2017年8月）※アニメーション（角川ANIMATION名義）
- ナミヤ雑貨店の奇蹟（2017年9月、松竹と共同配給）
- 氷菓（2017年11月）※角川映画40周年記念作品
- こいのわ 婚活クルージング（2017年11月）
- 最低。（2017年11月）
- 戦狼 ウルフ・オブ・ウォー（2018年1月）※中国映画
- ザ・リング/リバース（2018年1月）※アメリカ映画
- 新妹魔王の契約者 DEPARTURES（2018年1月）※アニメーション（角川ANIMATION名義）
- 空海-KU-KAI- 美しき王妃の謎（2018年2月、東宝と共同配給）※中国・日本合作
- 劇場版 文豪ストレイドッグス DEAD APPLE（2018年3月）※アニメーション（角川ANIMATION名義）
- HURRY GO ROUND（2018年5月）
- 家に帰ると妻が必ず死んだふりをしています。（2018年6月）
- 焼肉ドラゴン（2018年6月、ファントム・フィルムと共同配給）※韓国・日本合作
- ウインド・リバー（2018年7月）※アメリカ映画
- 劇場版 のんのんびより ばけーしょん（2018年8月）※アニメーション（角川ANIMATION名義）
- 私の奴隷になりなさい第2章 ご主人様と呼ばせてください（2018年9月）
- Re:ゼロから始める異世界生活 Memory Snow（2018年10月）※アニメーション（角川ANIMATION名義）
- 私の奴隷になりなさい第3章 おまえ次第（2018年10月）
- ここは退屈迎えに来て（2018年10月）
- ビブリア古書堂の事件手帖（2018年11月、20世紀フォックス映画と共同配給）
- ボーダーライン: ソルジャーズ・デイ（2018年11月）※アメリカ映画
- ハード・コア（2018年11月）
- ヴィヴィアン・ウエストウッド（2018年12月）※イギリス映画
- 劇場版総集編 メイドインアビス 【前編】旅立ちの夜明け（2019年1月）※アニメーション（角川ANIMATION名義）
- チワワちゃん（2019年1月）
- 劇場版総集編 メイドインアビス 【後編】放浪する黄昏（2019年1月）※アニメーション（角川ANIMATION名義）
- 劇場版 幼女戦記（2019年2月）※アニメーション（角川ANIMATION名義）
- ねことじいちゃん（2019年2月、配給：クロックワークス、製作委員会参加）
- グリザイア:ファントムトリガー THE ANIMATION EPISODE 01/02（2019年3月、MBSアニメーションと共同配給）※アニメーション（角川ANIMATION名義）
- ソローキンの見た桜（2019年3月）※ロシア・日本合作
- パンドラとアクビ（2019年4月）※アニメーション（角川ANIMATION名義）
- 殺人鬼を飼う女（2019年4月）
- 貞子（2019年5月）
- 泣くな赤鬼（2019年6月）
- 新聞記者（2019年6月、配給：スターサンズ／イオンエンターテイメント、製作委員会参加）
- アンダー・ユア・ベッド（2019年7月）
- 天気の子（2019年7月、配給：東宝、製作委員会参加）※アニメーション
- よこがお（2019年7月）
- 映画 この素晴らしい世界に祝福を!紅伝説（2019年8月）※アニメーション（角川ANIMATION名義）
- いなくなれ、群青（2019年9月、エイベックス・ピクチャーズと共同配給）
- 初恋ロスタイム（2019年9月）
- 宮本から君へ（2019年9月、スターサンズと共同配給）
- 空の青さを知る人よ（2019年10月、配給：東宝、製作委員会参加）※アニメーション
- 楽園（2019年10月）
- 冴えない彼女の育てかた Fine（2019年10月、配給：アニプレックス、製作委員会参加）※アニメーション
- 最初の晩餐（2019年11月）
- Re:ゼロから始める異世界生活 氷結の絆（2019年11月）※アニメーション（角川ANIMATION名義）
- 殺さない彼と死なない彼女（2019年11月、ポニーキャニオンと共同配給）
- シュヴァルの理想宮 ある郵便配達員の夢（2019年12月）※フランス映画

### 2020年代
- ティーンスピリット（2020年1月）※アメリカ・イギリス映画
- 太陽の家（2020年1月、配給：REGENTS、製作委員会参加）
- 劇場版メイドインアビス 深き魂の黎明／マルルクちゃんの日常（2020年1月）※アニメーション（角川ANIMATION名義）
- 劇場版 ハイスクール・フリート（2020年1月、配給：アニプレックス、製作委員会参加）※アニメーション
- ロマンスドール（2020年1月）
- 阪神タイガース THE MOVIE～猛虎神話集～（2020年2月）
- 地獄の黙示録 ファイナル・カット（2020年2月）※アメリカ映画
- Fukushima 50（2020年3月、松竹と共同配給）
- 泣きたい私は猫をかぶる（2020年6月、配給：Netflix、製作委員会参加）※アニメーション
- エジソンズ・ゲーム（2020年6月）※アメリカ映画
- MOTHER マザー（2020年7月、スターサンズと共同配給）
- 劇場版 ひみつ×戦士 ファントミラージュ！ ～映画になってちょーだいします～（2020年7月、イオンエンターテイメントと共同配給）
- サイダーのように言葉が湧き上がる（2020年7月、配給：松竹、製作委員会参加）※アニメーション
- デート・ア・バレット 前編 デッド・オア・バレット（2020年8月）※アニメーション（角川ANIMATION名義）
- 宇宙でいちばんあかるい屋根（2020年9月）
- ムヒカ 世界でいちばん貧しい大統領から日本人へ（2020年10月）
- 望み（2020年10月）
- 水上のフライト（2020年11月）
- デート・ア・バレット 後編 ナイトメア・オア・クイーン（2020年11月）※アニメーション（角川ANIMATION名義）
- 滑走路（2020年11月）
- グリザイア:ファントムトリガー THE ANIMATION EPISODE 03（2020年11月、MBSアニメーションと共同配給）※アニメーション（角川ANIMATION名義）
- ジョゼと虎と魚たち（2020年12月、松竹と共同配給）※アニメーション
- ネズラ1964（2021年1月、企画協力）
- ヤクザと家族 The Family（2021年1月、スターサンズと共同配給）
- ファーストラヴ（2021年2月）
- 騙し絵の牙（2021年3月、配給：松竹、製作委員会参加）
- 僕が跳びはねる理由（2021年4月）※イギリス映画
- 劇場版 ポリス×戦士 ラブパトリーナ！〜怪盗からの挑戦！ ラブでパパッとタイホせよ！〜（2021年5月、イオンエンターテイメントと共同配給）
- アオラレ（2021年5月）※アメリカ映画
- 明日の食卓（2021年5月、WOWOWと共同配給）
- 映画大好きポンポさん（2021年6月）※アニメーション（角川ANIMATION名義）
- クドわふたー（2021年7月）※アニメーション（角川ANIMATION名義）
- 竜とそばかすの姫（2021年7月、配給：東宝、製作委員会参加）※アニメーション
- 犬部!（2021年7月）
- パンケーキを毒見する（2021年7月、配給：スターサンズ、配給協力）
- 妖怪大戦争 ガーディアンズ（2021年8月、東宝と共同配給）
- 劇場版きんいろモザイク Thank you!!（2021年8月、配給：ショウゲート、製作委員会参加）※アニメーション
- 孤狼の血 LEVEL2（2021年8月、配給：東映、企画協力）
- 劇場版Fate/kaleid liner プリズマ☆イリヤ Licht 名前の無い少女（2021年8月）※アニメーション（角川ANIMATION名義）
- 空白（2021年9月、スターサンズと共同配給）
- 人と仕事（2021年10月、スターサンズと共同配給）
- 劇場版 ソードアート・オンライン -プログレッシブ- 星なき夜のアリア（2021年10月、配給：アニプレックス、製作委員会参加）※アニメーション
- 恋する寄生虫（2021年11月）
- パーフェクト・ケア（2021年12月）※アメリカ映画
- 彼女が好きなものは（2021年12月、配給：バンダイナムコアーツ、アニモプロデュース、企画協力）
- 文豪ストレイドッグス BEAST（2022年1月）
- 真夜中乙女戦争（2022年1月）
- 鹿の王 ユナと約束の旅（2022年2月、配給：東宝、製作委員会参加）※アニメーション
- グッバイ、ドン・グリーズ!（2022年2月）※アニメーション
- とんび（2022年4月、イオンエンターテイメントと共同配給）
- オールド・ボーイ（2022年5月）※韓国映画
- 瀬戸内寂聴 99年生きて思うこと（2022年5月）
- 劇場版 異世界かるてっと ～あなざーわーるど～（2022年6月）※アニメーション（角川ANIMATION名義）
- 恋は光（2022年6月、ハピネットファントム・スタジオと共同配給）
- TELL ME 〜hideと見た景色〜（2022年7月）
- オカルトの森へようこそ THE MOVIE（2022年8月、WOWOWと共同配給）
- 川っぺりムコリッタ（2022年9月）
- マイ・ブロークン・マリコ（2022年9月、ハピネットファントム・スタジオと共同配給）
- 四畳半タイムマシンブルース（2022年9月、アスミック・エースと共同配給）※アニメーション
- 私に天使が舞い降りた! プレシャス・フレンズ（2022年10月）※アニメーション（角川ANIMATION名義）
- 劇場版 ソードアート・オンライン -プログレッシブ- 冥き夕闇のスケルツォ（2022年10月、配給：アニプレックス、製作委員会参加）※アニメーション
- 貞子DX（2022年10月）
- 人生クライマー 山野井泰史と垂直の世界 完全版（2022年11月）
- 戦場記者（2022年12月）
- 映画 佐々木と宮野ー卒業編ー/平野と鍵浦（2023年2月）※アニメーション（角川ANIMATION名義）
- 日の丸 ～寺山修司40年目の挑発～（2023年2月）
- 【推しの子】Mother and Children（2023年3月）※アニメーション（角川ANIMATION名義）
- わたしの幸せな結婚（2023年3月、配給：東宝、製作委員会参加）
- ヴィレッジ（2023年4月、スターサンズと共同配給）
- 放課後アングラーライフ（2023年4月、配給：マーメイドフィルム、製作委員会参加）
- 渇水（2023年6月）
- To Leslie トゥ・レスリー（2023年6月）※アメリカ映画
- バイオハザード: デスアイランド（2023年7月）※アニメーション（角川ANIMATION名義）
- シーナ＆ロケッツ 鮎川誠 ～ロックと家族の絆～（2023年8月）
- ストールンプリンセス:キーウの王女とルスラン（2023年9月、Elles Filmsと共同配給）※ウクライナ映画・アニメーション
- アンダーカレント（2023年10月）
- くるりのえいが（2023年10月）
- おしょりん（2023年11月）
- OUT（2023年11月）
- 首（2023年11月、東宝と共同配給）
- 戦場のピアニスト 4Kデジタルリマスター版（2023年12月）※フランス映画
- ダンジョン飯 ～Delicious in Dungeon～（2023年12月）※アニメーション（角川ANIMATION名義）
- ハンガー・ゲーム0（2023年12月）※アメリカ映画
- カラフルな魔女 ～角野栄子の物語が生まれる暮らし～（2024年1月）
- カラオケ行こ!（2024年1月）
- みなに幸あれ（2024年1月）
- 同感〜時が交差する初恋〜（2024年2月）※韓国映画（KADOKAWA Kプラス名義）
- マッチング（2024年2月）
- 漫才協会 THE MOVIE 〜舞台の上の懲りない面々〜（2024年3月）
- 劇場版 再会長江（2024年4月）※中国・日本合作
- リバウンド（2024年4月）※韓国映画（KADOKAWA Kプラス名義）
- 蛇の道（2024年6月）※フランス・日本・ベルギー・ルクセンブルグ合作
- 密輸 1970（2024年7月）※韓国映画（KADOKAWA Kプラス名義）
- Re:ゼロから始める異世界生活 劇場型悪意（2024年8月）※アニメーション（角川ANIMATION名義）
- ヒットマン（2024年9月）※アメリカ映画
- 劇場版オーバーロード 聖王国編（2024年9月）※アニメーション（角川ANIMATION名義）
- 破墓／パミョ（2024年10月）※韓国映画（KADOKAWA Kプラス名義）
- オートレーサー森且行 約束のオーバル 劇場版（2024年11月）
- 勇敢な市民（2025年1月）※韓国映画（KADOKAWA Kプラス名義）
- ミッシング・チャイルド・ビデオテープ（2025年1月）
- メイクアガール（2025年1月）※アニメーション（角川ANIMATION名義）
- blur: To The End／blur：Live At Wembley Stadium（2025年1月）※イギリス映画
- デビルズ・ゲーム（2025年3月）※韓国映画（KADOKAWA Kプラス名義）
- この素晴らしい世界に祝福を！3 ーBONUS STAGEー（2025年3月）※アニメーション（角川ANIMATION名義）
- 山田くんとLv999の恋をする（2025年3月）
- アンジェントルメン（2025年4月）※アメリカ映画
- ベテラン（2025年4月）※韓国映画（KADOKAWA Kプラス名義）
- ベテラン 凶悪犯罪捜査班（2025年4月）※韓国映画（KADOKAWA Kプラス名義）
- 見える子ちゃん（2025年6月）
- 神椿市建設中。 魔女の娘 -Witchling-（2025年6月）※アニメーション（角川ANIMATION名義）
- ハルビン（2025年7月）※韓国映画（KADOKAWA Kプラス名義）
- 逆火（2025年7月）
- ストレンジ・ダーリン（2025年7月）※アメリカ映画
- ジョニーは戦場へ行った（2025年8月）※アメリカ映画
- おでかけ子ザメ とかいのおともだち（2025年8月予定）※アニメーション（角川ANIMATION名義）
- THE MONKEY／ザ・モンキー（2025年9月予定）※アメリカ映画
- 火喰鳥を、喰う（2025年10月予定、ギャガと共同配給）
- (LOVE SONG)（2025年10月予定）※日本・タイ合作
- この本を盗む者は（2026年予定）※アニメーション（角川ANIMATION名義）
- メイドインアビス 目覚める神秘（2026年予定）※アニメーション（角川ANIMATION名義）

## Webシネマ作品
- 稲川淳二のショートホラーシネマ（2003年） ※角川ホラーシネマ第1弾
- MAIL （2004年）※角川ホラーシネマ第2弾
- 香港バタフライ（2005年）[102]

## テレビドラマ作品
角川映画 (企業)および角川大映スタジオも参照。
- 電池が切れるまで（2004年、テレビ朝日、製作）
- 雨と夢のあとに（2005年、テレビ朝日、製作）
- 着信アリ（2005年、テレビ朝日、制作）
- サギ師リリ子（2009年、テレビ東京、製作）
- 監察医・篠宮葉月 死体は語るシリーズ（テレビ東京、製作）
- ボクら星屑のダンス（2011年、テレビ東京、製作）
- 松本清張特別企画・張込み（2011年、テレビ東京、製作）
- 松本清張特別企画・鉢植を買う女（2011年、テレビ東京、製作）
- 松本清張特別企画・聞かなかった場所（2011年、テレビ東京、製作）
- 葬儀屋松子の事件簿シリーズ（テレビ東京、製作）
- 松本清張没後20年特別企画 事故〜黒い画集〜（2012年、テレビ東京、製作）
- 立証〜離婚弁護士 香月佳美（2013年、テレビ東京、製作）
- 堂場瞬一サスペンス逸脱〜捜査一課・澤村慶司〜（2013年、フジテレビ、制作著作）
- 新・犯罪交渉人百合子（2013年、テレビ東京、製作）
- 「黄金のバンタム」を破った男（2014年、フジテレビ、制作著作）
- 堂場瞬一サスペンス執着〜捜査一課・澤村慶司2〜（2014年、フジテレビ、制作著作）
- 警視庁総務部縁結び課桜井はなの事件ファイル（2014年、フジテレビ、制作著作）
- 罪火（2014年、テレビ東京、製作）
- 事故調（2015年、テレビ東京、製作）
- 保身（2015年、テレビ東京、製作）

## 角川映画に関係する人物
※角川一族は除く。
- 阿部忠道 - 角川書店ソフト事業部元取締役。トスカドメイン元社長。
- 原正人 - エースピクチャーズ、アスミック・エース エンタテインメント元社長。
- 江川信也 - 角川書店元取締役エンタテインメント事業部長。角川映画株式会社元専務取締役。日本映画ファンド元社長。カドカワピクチャーズUSA元社長。
- 黒井和男 - 角川映画株式会社（角川大映映画）初代社長。
- 井上泰一 - 旧・角川春樹事務所元取締役営業部長。角川映画株式会社2代目社長。
- 椎名保 - アスミック・エース エンタテインメント元社長。角川映画株式会社3代目社長。
- 井上伸一郎 - KADOKAWA代表取締役副社長執行役員。角川書店（3代目法人）元社長。
- 堀内大示 - KADOKAWA執行役員 IPEx事業本部副本部長 映像事業局長。日本映画ファンド社長。エンジェル・シネマ元社長。
- 小畑良治 - 角川映画株式会社元常務取締役。角川大映スタジオ社長。
- 菅原浩志 - 旧・角川春樹事務所元社員。「ぼくらの七日間戦争」で監督デビュー。
- 大川裕 - 旧・角川春樹事務所、角川書店、角川映画元社員。「花のあすか組!」「八つ墓村」「パラサイト・イヴ」「着信アリ」等に参加。
- 土川勉 - 角川大映スタジオ元取締役[103]。プロデューサーとして「戦国自衛隊1549」「沈まぬ太陽」等に参加。
- 井上文雄 - 角川映画の元プロデューサー。
- 椿宜和 - KADOKAWAのプロデューサー。「空海-KU-KAI- 美しき王妃の謎」等に参加。